# 一山西区

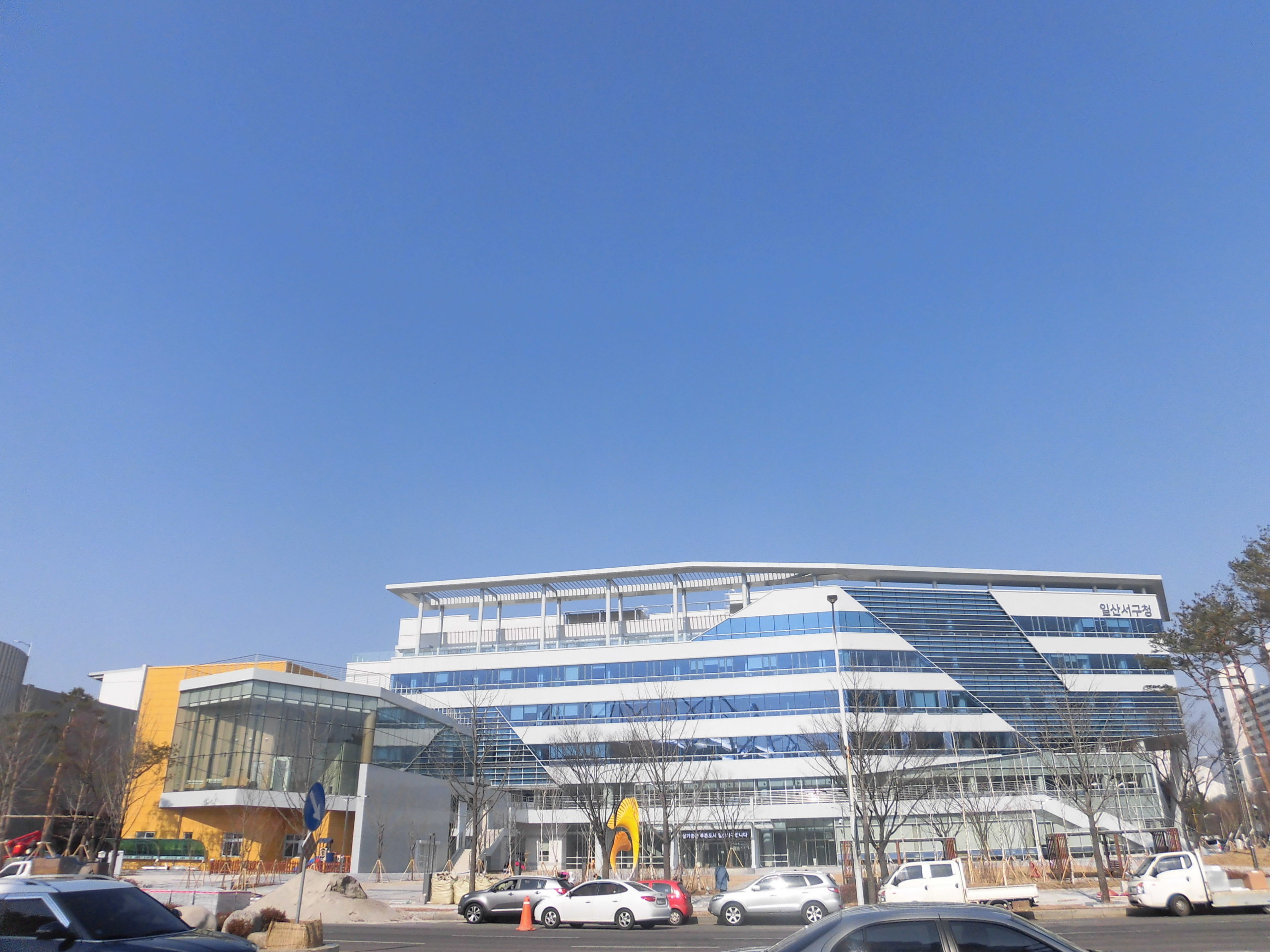
一山西区庁

一山西区（イルサンソく）は、大韓民国京畿道北部の高陽市にある3つの区のうちの一つ。一山ニュータウンと呼ばれる新興都市を含む。一山西区は行政区であり、自治体ではない。

## 地理
- 高陽市に3つある行政区のうち最も西にある区で、東に一山東区がある。北には坡州市と隣接する。南は漢江に接し、対岸は金浦市である。
- ソウルからは地下鉄3号線が最も便が良い。仁川（インチョン）国際空港からは仁川国際空港高速道路が直通し、また金浦国際空港も街を隣接しており、空の玄関にも近い。そのため航空会社・空港関係者が多く居住している。
- 一山ニュータウンは治安が良く、一般に高所得・高学歴者が多い街として知られている。
- 一山ニュータウンが最もよく知られているが、一山東区のチャン項洞と西区の九山・加佐・法串・大化・徳耳洞一帯の約28平方キロメートルに及ぶ新しいニュータウン造成の建設準備が進められている。
- 区内に位置するキンテックス（韓国国際展示場）は、韓国最大規模の国際展示場である。2005年にオープンした。

## 歴史
1996年、高陽市に徳陽区とともに一山区が置かれた。2005年、一山区が東西に分区された。
- 1996年3月1日 － 高陽市に一山区が設置される。
- 2005年5月16日 － 一山区が一山東区と一山西区に分割される。

## 下位行政区画

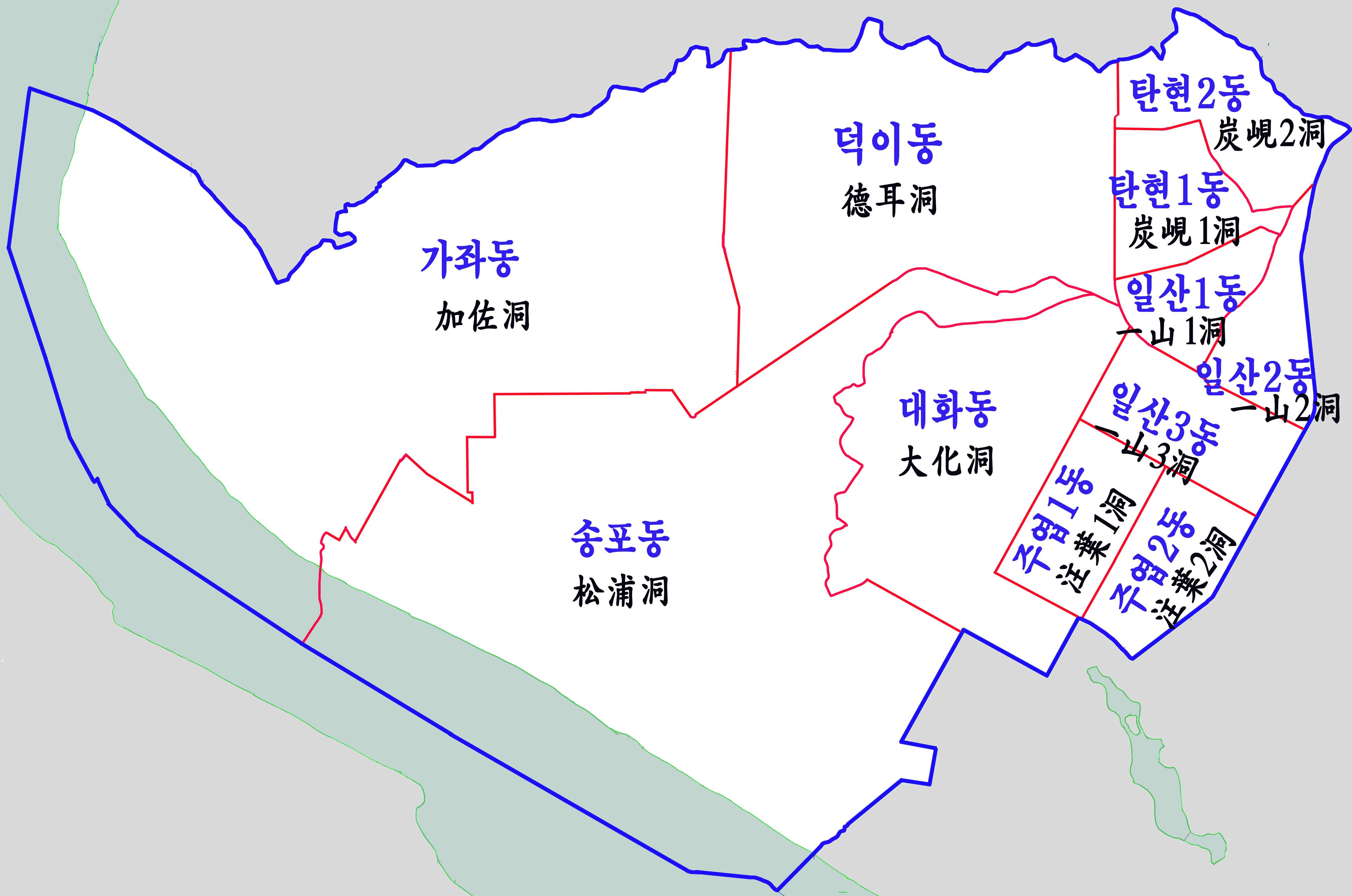
行政区域図

11洞（行政洞）からなる。法定洞は8ある。
| 行政洞                       | 法定洞         |
| ---------------------------- | -------------- |
| 一山1洞（イルサン=イルドン） | 一山洞、炭峴洞 |
| 一山2洞（イルサン=イドン）   | 一山洞、炭峴洞 |
| 一山3洞（イルサン=サムドン） | 一山洞         |
| 炭峴1洞（タニョン=イルドン） | 炭峴洞         |
| 炭峴2洞（タニョン=イドン）   | 炭峴洞         |
| 注葉1洞（チュヨプ=イルドン） | 注葉洞         |
| 注葉2洞（チュヨプ=イドン）   | 注葉洞         |
| 大化洞（テファ=ドン）        | 大化洞         |
| 松浦洞（ソンポ=ドン）        | 大化洞、法串洞 |
| 徳耳洞（トギ=ドン）          | 徳耳洞         |
| 加佐洞（カジャ=ドン）        | 加佐洞、九山洞 |

## 交通

### 鉄道
- 韓国鉄道公社
  - 京義線
    - 一山駅 - 炭峴駅

  - 一山線 (3号線)
    - 大化駅 - 注葉駅

## 文化・観光
- 松浦白松